# Maxime Le Forestier

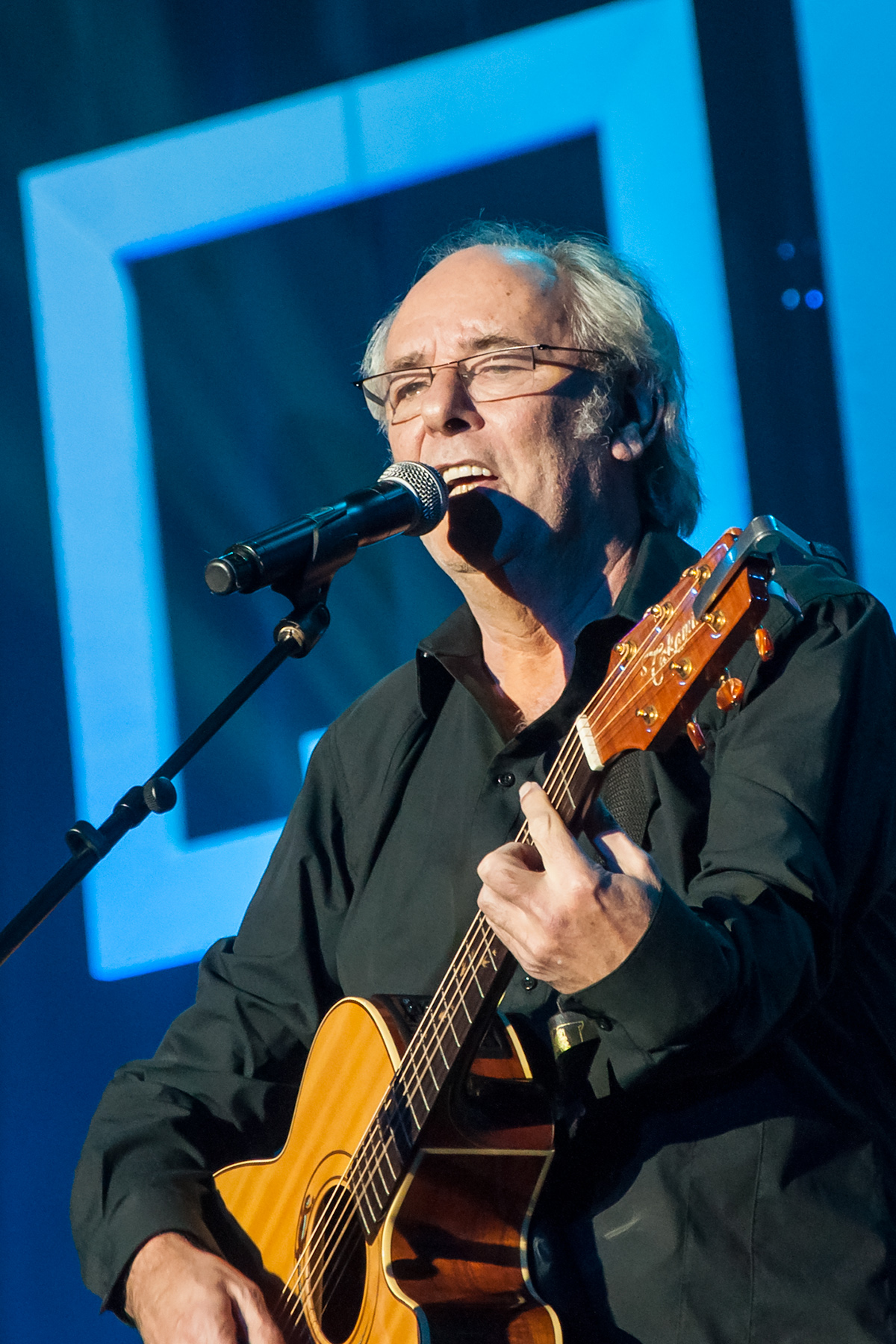
Maxime Le Forestier (2013)

Maxime Le Forestier (* 10. Februar 1949 in Paris als Bruno Le Forestier) ist ein französischer Chansonnier.

## Leben
Le Forestiers Vater kam aus England, wo auch seine Mutter lange Zeit lebte. Le Forestier wurde als drittes Kind nach zwei Töchtern geboren. Er besuchte das Lycée Condorcet in Paris. Seine musikalische Ausbildung begann er wie seine Schwester Catherine Le Forestier an der Violine.
Seine erste Schallplatte mit zwei Liedern entstand 1969. Im Jahr 1972 folgte die erste LP, Mon frère. Bis heute erschienen mehr als 20 weitere Alben, darunter Live-Mitschnitte und Neuaufnahmen der Chansons von Georges Brassens.
Seine größten Erfolge feierte Le Forestier in den 1970er und 1980er Jahren, Tourneen führten ihn u. a. durch Frankreich, Russland und Kanada.
Er nimmt regelmäßig an dem jährlichen Wohltätigkeitskonzert Les Enfoirés, dem größten Medienereignis der frankophonen Welt, teil.

## Diskografie

### Studioalben
| Jahr | Titel                   | Höchstplatzierung, Gesamtwochen, AuszeichnungChartplatzierungen (Jahr, Titel, Platzierungen, Wochen, Auszeichnungen, Anmerkungen) | Höchstplatzierung, Gesamtwochen, AuszeichnungChartplatzierungen (Jahr, Titel, Platzierungen, Wochen, Auszeichnungen, Anmerkungen) | Höchstplatzierung, Gesamtwochen, AuszeichnungChartplatzierungen (Jahr, Titel, Platzierungen, Wochen, Auszeichnungen, Anmerkungen) | Anmerkungen                           |
| Jahr | Titel                   | FR | BEW | CH | Anmerkungen                           |
| ---- | ----------------------- | --- | --- | --- | ------------------------------------- |
| 1972 | Mon frère               | FR76 (6 Wo.)FR | BEW86 (1 Wo.)BEW | — | Charteinstieg in FR und BEW erst 2011 |
| 1994 | Passer ma route         | FR— GoldFR | BEW16 (18 Wo.)BEW | — | Charteinstieg in BEW erst 1995        |
| 1997 | Sol en si               | FR3 (17 Wo.)FR | — | — | Various Artists                       |
| 2000 | L’écho des étoiles      | FR28 Gold · (25 Wo.)FR | BEW32 (12 Wo.)BEW | — |                                       |
| 2008 | Restons amants          | FR2 Gold · (44 Wo.)FR | BEW2 (29 Wo.)BEW | CH42 (5 Wo.)CH |                                       |
| 2013 | Le cadeau               | FR2 (44 Wo.)FR | BEW8 (43 Wo.)BEW | CH64 (4 Wo.)CH |                                       |
| 2019 | Paraître ou ne pas être | FR7 (24 Wo.)FR | BEW11 (21 Wo.)BEW | CH26 (3 Wo.)CH | Erstveröffentlichung: 7. Juni 2019    |

grau schraffiert: keine Chartdaten aus diesem Jahr verfügbar
Weitere Studioalben
- Le Steak (1973)
- Saltimbanque (1975)
- Hymne à sept temps (1976, FR: Gold)
- Maxime Le Forestier n° 5 (1978)
- Les Rendez-vous manqués (1980)
- Dans ces histoires… (1981)
- Les Jours meilleurs (1984)
- After Shave (1986)
- Né quelque part (1988, FR: ×2Doppelgold )
- Sagesse du fou (1991)

### Livealben
| Jahr | Titel               | Höchstplatzierung, Gesamtwochen, AuszeichnungChartplatzierungen (Jahr, Titel, Platzierungen, Wochen, Auszeichnungen, Anmerkungen) | Höchstplatzierung, Gesamtwochen, AuszeichnungChartplatzierungen (Jahr, Titel, Platzierungen, Wochen, Auszeichnungen, Anmerkungen) | Höchstplatzierung, Gesamtwochen, AuszeichnungChartplatzierungen (Jahr, Titel, Platzierungen, Wochen, Auszeichnungen, Anmerkungen) | Anmerkungen                            |
| Jahr | Titel               | FR | BEW | CH | Anmerkungen                            |
| ---- | ------------------- | --- | --- | --- | -------------------------------------- |
| 1996 | Chienne de route    | FR11 (7 Wo.)FR | BEW25 (8 Wo.)BEW | — |                                        |
| 2002 | Plutôt guitare      | FR10 ×2Doppelgold · (46 Wo.)FR | BEW17 (22 Wo.)BEW | — |                                        |
| 2009 | Casino de printemps | FR38 (11 Wo.)FR | BEW34 (13 Wo.)BEW | — | Erstveröffentlichung: 1. Juni 2009     |
| 2014 | Olympia 2014        | FR83 (5 Wo.)FR | BEW56 (14 Wo.)BEW | — | Erstveröffentlichung: 20. Oktober 2014 |

Weitere Livealben
- Olympia 74 (1974)
- Bataclan 1989 (1989, FR: ×2Doppelgold )

### Kompilationen
| Jahr | Titel                                                          | Höchstplatzierung, Gesamtwochen, AuszeichnungChartplatzierungen (Jahr, Titel, Platzierungen, Wochen, Auszeichnungen, Anmerkungen) | Höchstplatzierung, Gesamtwochen, AuszeichnungChartplatzierungen (Jahr, Titel, Platzierungen, Wochen, Auszeichnungen, Anmerkungen) | Höchstplatzierung, Gesamtwochen, AuszeichnungChartplatzierungen (Jahr, Titel, Platzierungen, Wochen, Auszeichnungen, Anmerkungen) | Anmerkungen                                                  |
| Jahr | Titel                                                          | FR | BEW | CH | Anmerkungen                                                  |
| ---- | -------------------------------------------------------------- | --- | --- | --- | ------------------------------------------------------------ |
| 1996 | 12 nouvelles de Brassens (Petits bonheurs posthumes)           | FR15 (18 Wo.)FR | BEW29 (11 Wo.)BEW | — |                                                              |
| 1997 | Essentielles                                                   | FR147 (1 Wo.)FR | BEW17 (16 Wo.)BEW | — | Charteinstieg in FR erst 2011                                |
| 1998 | Le cahier – 40 chansons de Brassens en public                  | FR21 (16 Wo.)FR | BEW35 (4 Wo.)BEW | — |                                                              |
| 2005 | Le Forestier chante Brassens – L’intégrale 1er et 2ème cahiers | FR54 (14 Wo.)FR | — | — |                                                              |
| 2006 | Les 100 plus belles chansons                                   | — | BEW196 (1 Wo.)BEW | — | Erstveröffentlichung: 7. August 2006 Charteinstieg BEW: 2014 |
| 2008 | Les 50 plus belles chansons                                    | — | BEW69 (1 Wo.)BEW | — | Erstveröffentlichung: 3. Juni 2008 Charteinstieg BEW: 2011   |
| 2009 | Master série (2009)                                            | FR183 (1 Wo.)FR | — | — | Charteinstieg FR: 2011                                       |

Weitere Kompilationen
- Collection „Master Série Collection“ (1987)
- Le Forestier (Master Série) (1989)
- Longbox (2004)
- Les 50 meilleures chansons (2008)

### Hommagen an Georges Brassens
- Maxime Le Forestier chante Brassens
- Petits bonheurs posthumes
- Le Cahier récré
- Le Cahier (40 Stücke, live)
- Le Cahier (84 Stücke, live)
- Le Forestier chante Brassens (vollständige Zusammenstellung)
- Le Forestier chante Brassens (2ème Cahier) (2006)

### Singles (Auswahl)
| Jahr | Titel Album              | Höchstplatzierung, Gesamtwochen, AuszeichnungChartplatzierungen (Jahr, Titel, Album, Platzierungen, Wochen, Auszeichnungen, Anmerkungen) | Höchstplatzierung, Gesamtwochen, AuszeichnungChartplatzierungen (Jahr, Titel, Album, Platzierungen, Wochen, Auszeichnungen, Anmerkungen) | Anmerkungen                            |
| Jahr | Titel Album              | FR | BEW | Anmerkungen                            |
| ---- | ------------------------ | --- | --- | -------------------------------------- |
| 1972 | Mon frère                | FR177 (1 Wo.)FR | — | Charteinstieg in FR erst 2013          |
| 1988 | Né quelque part          | FR26 (11 Wo.)FR | — |                                        |
| 1988 | Ambalaba Né quelque part | FR32 (12 Wo.)FR | — |                                        |
| 1995 | Passer ma route          | FR25 (12 Wo.)FR | — |                                        |
| 2008 | Restons amants           | — | BEW37 (1 Wo.)BEW |                                        |
| 2013 | Le p’tit air Le Cadeau   | FR91 (2 Wo.)FR | — | Erstveröffentlichung: 11. Februar 2013 |

grau schraffiert: keine Chartdaten aus diesem Jahr verfügbar

## Auszeichnungen

### Für Musikverkäufe
| Goldene Schallplatte - Frankreich - 1979: für das Album Sage Platin-Schallplatte - Frankreich - 1980: für das Album Maxime Le Forestier 72 - 1980: für das Album Maxime Le Forestier 73 - 1998: für das Album Master Série – Vol. 1 - 2003: für das Videoalbum Plutôt Guitare |

Anmerkung: Auszeichnungen in Ländern aus den Charttabellen bzw. Chartboxen sind in ebendiesen zu finden.
| Land/RegionAuszeichnungen für Musikverkäufe (Land/Region, Auszeichnungen, Verkäufe, Quellen) | Gold       | Platin     | Verkäufe  | Quellen                     |
| -------------------------------------------------------------------------------------------- | ---------- | ---------- | --------- | --------------------------- |
| Frankreich (SNEP)                                                                            | 11× Gold11 | 4× Platin4 | 2.195.000 | infodisc.fr snepmusique.com |
| Insgesamt                                                                                    | 11× Gold11 | 4× Platin4 |           |                             |

### Ehrungen
- 2000: Ordre des Arts et des Lettres (Komtur)[2]